# El sueño de Tánger
El sueño de Tánger es una película española de drama romántico estrenada el 24 de mayo de 1991, dirigida por Ricardo Franco y protagonizada en los papeles principales por Fabio Testi y Maribel Verdú.
Pese a estrenarse en las salas de cine en 1991, la película fue rodada en 1985, debiéndose este largo periodo de tiempo transcurrido entre el rodaje y su estreno a diversos problemas financieros y económicos.

## Sinopsis
Carlos, Daniel y Luis, tres amigos que realizan un viaje por África, llegan a Tánger y recapacitan sobre los últimos años vividos por cada uno de ellos. Carlos, abatido por el suicidio de su mujer, vive encerrado en su bar, mientras Luis se ha convertido en el jefe de la Policía y Daniel es un experto contrabandista. Entre ambos surge un enfrentamiento lógico que, con la mediación de Carlos, no llega a males mayores. La situación se complica todavía más cuando Carlos conoce a una joven de quince años de la que se enamora, sin saber que está relacionada con el más poderoso terrateniente de la comarca, que además, trafica con armas.

## Reparto
- Fabio Testi como Carlos.
- Maribel Verdú como Viernes.
- Pastora Vega como	Rosa.
- Joaquín Hinojosa como Luis.
- José Domínguez
- Josep M. Lana
- Manuel Pereiro
- Jillali Ferhati
- José Luis Aguirre
- Guillermo Galán
- Agustín Guevara